# Szegedi tévétorony
A szegedi tévétorony Szeged városában, Újszeged városrészében található. A torony jelenleg 90 méter magas. A toronyból az Antenna Hungária sugározta korábban az analóg M1, TV2 csatornákat, jelenleg a digitális MinDig TV műsorait sugározza. Ezen kívül országos rádióadókat (Kossuth, Bartók, Dankó rádió, Class FM adók) is sugároz. Csongrád-Csanád vármegyében vehető a toronyból sugárzott adás. Az állomás a digitális mikrohullámú Országos Transzport Hálózat (OTH) egyik telephelyeként is üzemel. A torony egyszerre volt átjátszó állomás, és gerinc állomás is. Érdekesség a toronyban az analóg korban nem került sugárzásra az RTL Klub adása. A TV2 adása a Szentesi tévétoronyból kapott jelet sugározta, másik csatornán átjátszó adóján keresztül. Az M1 csatorna pedig kétféleképp volt sugározva egyszer a Szentesi tévétoronyból kapott jelet átjátszva, egyszer pedig saját adóján keresztül. Így a vármegye területén a szerencsésebbek akár három különböző frekvencián érkező M1 adót tudtak fogni. Az analóg sugárzás lekapcsolást követően a torony többé nem üzemel átjátszó adóként, csak gerinc adóként. A digitális technika lehetővé teszi, hogy a környező tornyok szinkronizált, egyfrekvenciás (SFN) hálózatot képezzenek, így a szegedi tévétorony szinkronizált, egyfrekvenciás (SFN) hálózatot képezzenek, így a szegedi is, a szentesi tévétorony, illetve a battonyai átjátszó torony közreműködésével.

### Története
A torony 1988-ban épült. Kezdetben csak a Magyar Rádió körzeti műsorát sugározta reggel és délután, utána meg a Danubius Rádiót, ezen felül a M1 analóg csatornáját sugározta az E26-os csatornán. Valamint a szentesi toronyból érkező jelet játszotta át az R8-as csatornára. Ezen felül 1997 októberéig a szentesi toronyból érkező M2 földfelszíni adását játszotta át az E31-es csatornára.
1997 októberében megszűnt az M2 földfelszíni továbbítása. Elindult a kereskedelmi televíziózás. 2 új analóg csatorna sugárzása kezdődött meg, ezek közül csak a TV2-nek volt lehetősége a szegedi adóról jelet adni, ezt is csak egy átjátszó adóról tehette meg az E31-es csatornán.
2009. december 2-án elindult a MinDig TV erről a toronyról is. Szentesi testvér tornyáról már egy évvel korábban elindult a szolgáltatás. Az "A" multiplex az E60-as csatornán indult, míg a "C" multiplex az E65-ös csatornáról.
2011. szeptember 30-án elindult a "B" multiplex is, az E22-es csatornán.
2013. július 31-én lekapcsolásra kerültek az analóg gerinc, és átjátszó adók (M1, TV2).
2013. szeptember 17-én a digitális hozadék sáv felszabadítása miatt a "A" és "C" jelű multiplexen frekvencia cserét hajtottak végre. Így az "A" multiplex az E23-ra, míg a "C" multiplex az E60-ra költözött.
2014. június 4-én elindult a "D" multiplex az E57-es csatornán.
2014. július 1-jén a "B" multiplexen frekvencia cserét hajtanak végre, így a "B" multiplex E26-ra költözik. Innentől kezdve a "B" multiplex is szinkronizált egyfrekvenciás hálózatot képez a szentesi és battonyai tévétoronnyal. A frekvencia cserére azért került sor hogy a "E" multiplex is el tudjon zavartalanul indulni.
2014. július 1-jén elindult a "E" multiplex az E22-es csatornán.
2020. Február 4-én a Nemzeti Média- és Hírközlési Hatóság által előírt 700 MHz feletti frekvencia sávkiürítési folyamathoz kapcsolódóan a műszaki átállás első fázisa miatt frekvencia cserékre került sor. Így az "A" multiplex az E26-ra, a "B" multiplex az E57-re és a "D" multiplex az E23-ra költözött.
2020. Április 15-én az 5G hálózat részére fenntartott 700 MHz feletti frekvencia sáv felszabadítása miatt a "B" és "C" jelű multiplexen frekvencia cserét hajtottak végre. Így az "B" multiplex az E31-re, míg a "C" multiplex az E42-re költözött.
2020. Április 15-én az "C" és "D" valamint a "E" jelű multiplexeken átálltak a DVB-T2 szabványra.

## Programok és frekvenciák

### Digitális televízióadók (DVB-T)
- E9 (205,5 MHz) TERVEZETT*
- E22 (482 MHz) MinDig TV "E" multiplex
- E23 (490 MHz) MinDig TV "D" multiplex
- E26 (514 MHz) MinDig TV "A" multiplex
- E31 (554 MHz) MinDig TV "B" multiplex
- E42 (642 MHz) MinDig TV "C" multiplex
- E57 (762 MHz) Digitális Hozadék Sáv (5G hálózat részére fenntartva, DVB-T -célra nem használható)
- E60 (786 MHz) Digitális Hozadék Sáv (5G hálózat részére fenntartva, DVB-T -célra nem használható)
- E65 (826 MHz) Digitális Hozadék Sáv (4G LTE hálózat részére fenntartva, DVB-T célra nem használható)

### Digitális rádióadók (DAB+)
- 11C (220,352 MHz) "A" multiplex TERVEZETT
- 10C (213,360 MHz) TERVEZETT*

- 12C (227,360 MHz) TERVEZETT*

### Analóg rádióadók (FM)
- 90,3 MHz MR1-Kossuth Rádió
- 93,1 MHz Dankó Rádió
- 94,9 MHz Retro Rádió[1]
- 101,9 MHz Jelenleg inaktív
- 104,6 MHz MR2- Petőfi Rádió
- 105,7 MHz MR3-Bartók Rádió

### Korábbi analóg televízióadók
Az adók lekapcsolása 2013. július 31.-én történtek meg.
- R8 (511,25 MHz) M1 /Átjátszó/
- E26 (191,25 MHz) M1
- E31 (551,25 MHz) TV2 /Átjátszó/

* GE06 tervben** szerepel, de frekvencia pályázat még nem került kiírásra.
* GE06 terv: genfi frekvencia-kiosztási konferencia, 2006-ban. Itt Magyarország 8 tévés (DVB-T) és 3 rádiós (DAB+) digitális multiplexet kapott.